# Visual Acoustics
Visual Acoustics é um filme documentário estadunidense de 2008 dirigido por Erick Bricker.
Aborda a vida e a carreira do talentoso fotógrafo arquitetônico Julius Shulman. Sua fotografia icônica em forma das carreiras de alguns dos grandes arquitetos do século XX e ajudou a definir o modernismo ao público em geral.